# La Culotte magique de Fatty
Pour plus de détails, voir Fiche technique et Distribution.
La Culotte magique de Fatty (titre original : Fatty’s Magic Pants) est un film américain réalisé par Roscoe Arbuckle, sorti en 1914.

## Synopsis
Fatty aimerait bien amener sa belle danser, mais une tenue de soirée qu’il n’a pas, est exigée… Elle se tourne alors vers son rival qui lui vient d’en louer une et se fait un plaisir de l’accompagner !

Fatty ne trouve que la solution de voler le costume de son rival et voilà nos tourtereaux au bal. Mais dépité, l’éconduit réussit à s’y glisser et découpe le pantalon de Fatty qui se retrouve en caleçon. Lui qui croyait faire sensation au bras de sa fiancée se retrouve en position ridicule et ne peut que s’enfuir. Rattrapé par la police, il sera conduit au poste pour exhibition sexuelle.

## Fiche technique
- Titre : La Culotte magique de Fatty
- Titre original : Fatty’s Magic Pants
- Autre titre aux États-Unis : Fatty’s Suitless Day[1]
- Réalisation : Roscoe Arbuckle
- Producteur : Mack Sennett
- Société de production : The Keystone Film Company
- Distribution : Mutual Film Corporation
- Pays d'origine :  États-Unis
- Format : Noir et blanc - 1,37:1 - Format 35 mm
- Langue : film muet intertitres anglais
- Genre : Comédie
- Durée : une bobine (12 minutes)
- Dates de sortie : 
  -  États-Unis 14 décembre 1914

## Distribution
- Roscoe "Fatty" Arbuckle : Fatty
- Minta Durfee : la jeune fille
- Charley Chase : le rival
- Harry McCoy : un invité à la fête
- Bert Roach : un invité à la fête
- Al St. John : un invité à la fête
- Slim Summerville : un flic